# Elio Di Mella
Elio Di Mella (Morcone, 29 maggio 1952 – Avellino, 7 ottobre 1982) è stato un carabiniere italiano medaglia d'oro al merito civile alla memoria e medaglia d'oro di vittima del terrorismo.

## Biografia
Era un giovane in servizio nell'arma dei carabinieri dal 1970 svolgendo i primi sei anni presso la caserma del comune di Ripabottoni, i quattro anni successivi nel comune di Vinchiaturo ed infine gli ultimi due presso la caserma dei carabinieri di Campobasso.

## L'assassinio
Il 7 ottobre 1982 sull'autostrada Napoli-Bari, in prossimità dell'uscita Avellino-Est, un commando di otto uomini su tre auto (una Ritmo color nocciola, una Alfetta e una Ford Fiesta) blocca l'autovettura civile Peugeot 505 nella quale era custodito Mario Cuomo, pregiudicato della Nuova Camorra Organizzata di Raffaele Cutolo. Il detenuto, da quattro mesi nel carcere di Campobasso, stava per essere trasportato ad Avellino dove sarebbe dovuto comparire davanti ai giudici per l'imputazione di concorso in omicidio.
Cinque uomini costrinsero due carabinieri, minacciando con pistole e fucili, a cedere le armi, scendere dal mezzo e distendersi a terra.
Un colpo di pistola venne esploso nella parte posteriore dell'autovettura civile contro lo sportello destro, dove Elio Di Mella, accanto al detenuto ne manteneva le catene. Il carabiniere non si lasciò intimorire e, colpito con il calcio di una pistola, continuò a trattenere Cuomo fino a quando un uomo del commando lo uccise con un proiettile alla testa.
Elio Di Mella lasciò la giovane moglie e un figlio di tre anni.

## Le indagini
Immediatamente si ritenne che la liberazione di Cuomo fosse non solo un gesto dimostrativo ma anche una mossa necessaria per evitare che, nell'udienza del processo di Avellino, il detenuto avesse potuto fornire informazioni sull'organizzazione criminale.
Le auto utilizzate nell'agguato riportavano la targa contraffatta, in particolare la Ritmo venne ritrovata abbandonata dagli inquirenti, nell'area del salernitano, il giorno dopo l'assassinio.
Mario Cuomo riuscì a fuggire con i suoi uomini e sopravvisse, subendo la perdita di entrambe le gambe, all'attentato compiuto, mediante autobomba il 29 gennaio 1983, nel quale morì Vincenzo Casillo, braccio destro di Raffaele Cutolo, occasione nella quale venne nuovamente arrestato.
Fu successivamente ucciso in un agguato l'11 ottobre 1990 a Napoli.
Dopo diversi tempo, l'esecutore materiale dell'omicidio, Luigi Maiolino, confessò e iniziò a collaborare con la giustizia anche nel caso, dopo 11 anni, dell'assassinio del giovane Luigi Cafiero, freddato con undici colpi di pistola a causa di un errore di persona.

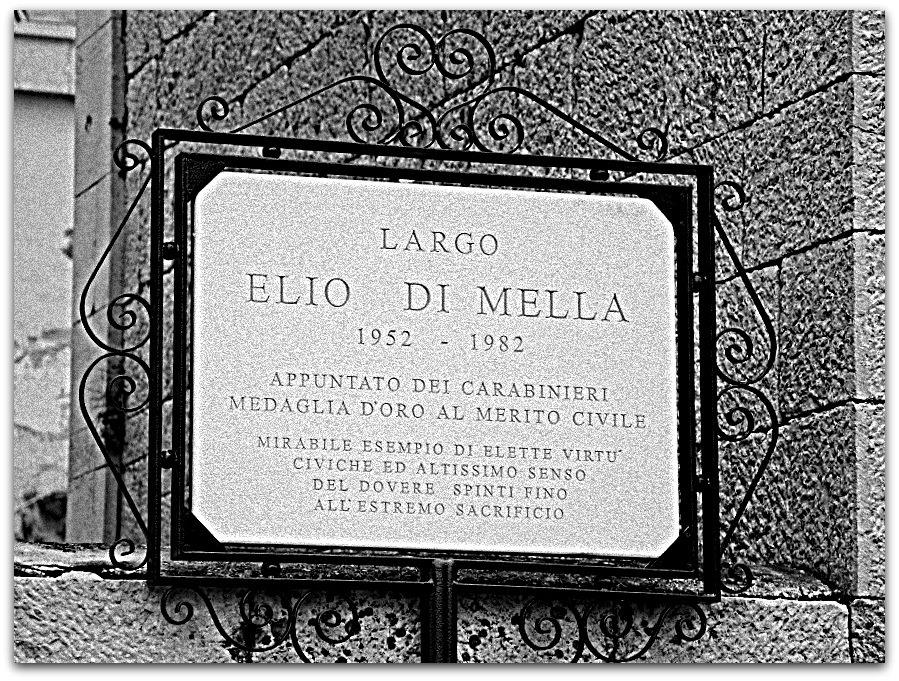
Targa del Largo Elio Di Mella

## Memoria

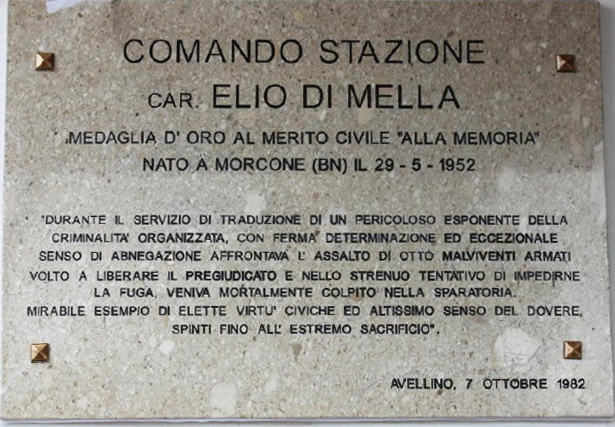
Targa Elio Di Mella nella caserma di Ripabottoni

Il 4 giugno 2010 il Presidente della Repubblica Giorgio Napolitano lo ha decorato con Medaglia d'oro al Merito Civile alla memoria in occasione della Festa dell'Arma.
Il 17 maggio 2014 il Comune di Campobasso ha intitolato ad Elio Di Mella il piazzale antistante il cimitero cittadino.
Il 25 maggio 2017 nel Comune di Ripabottoni avviene la cerimonia di intitolazione ad Elio Di Mella della Caserma sede della Stazione Carabinieri e della villa Comunale della cittadina molisana
Il 16 dicembre 2022 il Comando Provinciale Carabinieri Campobasso gli intitola la sala multimediale situata all'interno dello stesso.
Il 7 ottobre 2023 il Comune di Morcone attribuisce il nome di Elio Di Mella alla piazza adiacente la villa comunale della cittadina in provincia di Benevento.
Elio Di Mella è ricordato ogni anno il 21 marzo nella Giornata della Memoria e dell'Impegno di Libera, la rete di associazioni contro le mafie, che in questa data legge il lungo elenco dei nomi delle vittime di mafia e fenomeni mafiosi.